# Stephen Brunauer
Stephen Brunauer (* 12. Februar 1903 in Budapest; † 6. Juli 1986) war ein ungarisch-amerikanischer Chemiker, der vor allem auf dem Gebiet der Adsorption und Chemisorption an Oberflächen von Festkörpern arbeitete.

## Leben und Werk
Brunauer verbrachte seine Jugend in Budapest in einfachen Verhältnissen. Die Mutter war Näherin und der blinde Vater erwerbslos. Im Jahr 1921 emigrierte Brunauer in die Vereinigten Staaten, wo er bei einem Onkel lebte. Brunauer studierte Chemie an der Columbia-Universität, wo er 1925 als ersten akademischen Grad einen Bachelor-Abschluss erhielt. Es folgte ein Master-Grad 1929 an der George Washington Universität, wo er Edward Teller kennenlernte.
Als Junior-Wissenschaftler arbeitete Brunauer im US-Landwirtschaftsministerium, wo er mit Paul Hugh Emmett zusammenarbeitete. 1930 veröffentlichten sie eine gemeinsame Arbeit über Ammoniak-Katalysatoren. Ab 1933 nahm Brunauer  am Doktoranden-Programm der Johns-Hopkins-Universität teil, wo er über die Adsorption von Stickstoff an Eisenkatalysatoren für die Ammoniak-Synthese arbeitete. Diese Arbeit legte den Grundstein, die zur Bestimmung der Oberfläche und schließlich der BET-Methode führte.
Nach dem Angriff der Japaner auf Pearl Harbor wechselte Brunauer zur US Navy, wo er die Abteilung zur Entwicklung von Explosivstoffen leitete. Bekannt wurde er unter anderem dadurch, dass es ihm gelang, Albert Einstein für einen Lohn von 25 US-Dollar pro Tag als Konsultant für die US Navy anzuheuern.
Nach dem Krieg wechselte er 1951 zur Portland Cement Association, wo er Manager der Grundlagenforschung wurde.
Im Jahr 1965 begann seine akademische Karriere als Vorsitzender der Chemieabteilung des Clarkson College of Technology, wo er auch erster Direktor des Instituts  für Kolloid- und Oberflächenchemie wurde. 1961 erhielt er von der American Chemical Society den Kendall Award. 1973 wurde Brunauer emeritiert.

## Ehrungen
Die American Ceramic Society verleiht jährlich in Erinnerung an Stephen Brunauer den S. Brunauer Award.